# Порук, Янис Екабович
Янис Екабович Порук(с) (латыш. Jānis Poruks, 1 [13] октября 1871, Друвиенская волость, — 12 [25] июня 1911, Тарту) — латышский поэт, прозаик и журналист.

## Биография
Родился в семье крестьянина. Учился в Рижском политехническом училище (1889—1892). В 1893 году отправился в Германию, где учился в Дрезденской консерватории (1893—1894).
Увлекался философией Ф. Ницше и написал очерк «Религия будущего». Из-за нехватки средств был вынужден вернуться в Латвию. После возвращения изучал химию (1897—1899) и коммерцию (1901—1905) в Рижском политехническом институте. Был членом латышской студенческой корпорации Selonia.
В 1902 году женился.
Литературной деятельностью занимался в 1895‒1905 годах. Выступал как лирик, многие стихотворения поэта стали латышской романтической классикой. Выдающиеся латышские композиторы А. Калныньш, Э. Дарзиньш, Э. Мелнгайлис писали на слова Порукса музыку.
С 1905 года проходил лечение в связи с психическим расстройством в Риге и Тарту, в том числе у известного психиатра Владимира Чижа. Умер в Юрьевской лечебнице для душевнобольных. В 1924 году его прах был перезахоронен на Лесном кладбище в Риге. Надгробие на могиле поэта создал Теодор Залькалнс (1930).

## Произведения
В 1888 году в газете «Diena Lapa» был опубликован его первый рассказ «Purvaiņos».
- «Перпетуум мобиле» (1894)
- «Охотник за жемчугом» (1895)
- «Чистосердечные люди» (1896)
- «Битва под Книпски» (1898)
- «Как Рунцис стал Рунце» (1898)
- «Кукажиня» (1899)
- «Нищие на ярмарке» (1901)
- «Трещина в роду» (1905)
- «Белые одеяния» (1908)

## Характеристика творчества
Часть прозаических работ Порука содержит параллели с философскими учениями, аллегории, что характеризует его творчество как концептуальное. Другая часть его работ обращается к жанрам юмора и сатиры. В его проза открывается широкая панорама человеческого бытия — как животные инстинкты, так и романтические чаяния. Важна тема индивидуальной ответственности и необходимости поиска собственной формы самовыражения для каждого из нас. В прозе Порука сильна эстетика романтизма, реализма и символизма. Ему свойственная двойная интерпретация жизни, включающая как быт, так и метафизику. Его герой — мягкий и тонко чувствующий идеалист, живущий в прагматичном мире.
Поэзия автора включает медитативную лирику (темы жизни и смерти, божественной и земной жизни, мотив несбыточного, мечта и реальность) и любовную лирику, где доминируют мечтательные и экстатические настроения, духовные искания и элегические размышления о «мировой скорби». Большая часть его любовной лирики — шедевры классической латышской поэзии, многим аккомпанирует музыка. Его творчество тесно связано с его трагической биографией, а также аналитически разбирает окружающий мир, людей, саму жизнь.
Драматургические произведения Порука представляют собой диалоги и монологи о суверенности каждой личности, о трагизме бытия и необходимости морального императива. Его обзоры и рецензии характеризуют культурную жизнь того времени, концентрируясь на важности эстетики и искусства в жизни каждого из нас.